# 거울 속의 몽환성
거울 속의 몽환성(일본어: 犬夜叉 鏡の中の夢幻城)은 이누야샤 극장판 시리즈의 두 번째 작품이다. 2002년 12월 21일 개봉하였다.

## 줄거리
'이누야샤'는 오랜 숙적인 나라쿠를 무찌르고 오랜만에 느긋한 시간을 즐긴다. 그러던 중 천상의 선녀를 자처하는 '카구야 공주'(한국어 더빙판 로컬라이징 이름: 월희 공주)라는 여자가 나타나 '칸나'와 '카구라'에게 소원을 이루어주겠다며 전설 속의 다섯 가지 보물을 찾아오게 시킨다. 
드디어 다섯 가지 보물을 모두 찾아서 오랜 봉인에서 풀려난 카구야 공주는 시간을 멈춰 버려서 영원한 밤이 지배하는 세상을 만들려고 획책하지만 이누야사가 막아선다. 카구야 공주는 이누야샤와의 대결 중 히구라시 카고메(한국어 더빙판 로컬라이징 이름: 유가영)를 ‘거울 속 몽환성’으로 납치해 간다.

## 일본판 성우
- 야마구치 캇페이 - 이누야사 목소리 역
- 유키노 사츠키
- 하라다 미에코
- 츠지타니 코우지
- 쿠와시마 효코
- 히다카 노리코
- 후지모토 유즈루
- 쿄다 히사코
- 마스다 유키
- 모리카와 토시유키
- 나카지마 토시히코
- 오가타 켄이치
- 오카모토 나미
- 시미즈 카오리
- 우에다 유지
- 와타나베 쿠미코
- 야지마 아키코

## 한국어 더빙판 성우
- 강수진 - 이누야샤
- 정미숙 - 가영
- 구자형 - 미륵
- 우정신 - 산고
- 이선호 - 싯포
- 김환진 - 묘가
- 양정화 - 월희공주
- 홍시호 - 나락
- 서혜정 - 금강
- 정유미 - 코하쿠
- 소연 - 카라
- 이용신 - 칸나
- 장광 - 무신 스님
- 전광주 - 아키토
- 현경수 - 너구리
- 김기흥 - 장로
- 신용우 - 요괴
- 홍범기 - 요괴